# Lucy Pargeter
Lucy Kate Pargeter (Nottingham, Nottinghamshire; 1 de septiembre de 1977) es una actriz inglesa más conocida por interpretar a Chastity Dingle en la serie Emmerdale Farm.

## Biografía
Es muy buena amiga de la actriz Sian Reese-Williams.
Lucy estuvo comprometida con el entrenador de fútbol Rudi Coleano. El 29 de junio de 2005 la pareja le dio la bienvenida a su primera hija, Lola Grace Coleano. El 31 de octubre de 2016 la pareja anunció que estaban esperando gemelos. En diciembre de 2016 revelaron que era niñas. El 13 de abril de 2017 Lucy y Rudi le dieron al bienvenida a sus gemelas, Missy y Betsy Coleano. Se separaron en 2019.

## Carrera
Lucy era miembro de una banda llamada "Paperdolls" junto a Debbie Cresswell y Hollie Johnson. El grupo sacó un sencillo en el Reino Unido llamado "Gonna Make You Blush" que alcanzó el puesto #65. 
El 16 de octubre de 2002 se unió a la exitosa serie británica Emmerdale Farm donde interpreta a Chastity "Chas" Dingle, hasta ahora. A los siete meses Lucy se tomó un tiempo de la serie para el nacimiento de su hija Lola y más tarde regresó.
En enero del 2006 concursó en el programa de canto Soapstar Superstar, sin embargo terminó en tercer lugar. En el 2009 concursó en el programa All Star Family Fortunes junto a Tom Lister, Nick Miles, Kelsey-Beth Crossley y Nicola Wheeler durante el episodio "Coronation Street vs. Emmerdale". En el 2011 concursó en la versión británica del programa Who Wants To Be A Millionaire junto al actor Danny Miller.

## Filmografía

### Series de televisión
| Año           | Título                  | Papel                  | Notas                          |
| ------------- | ----------------------- | ---------------------- | ------------------------------ |
| 2002-presente | Emmerdale Farm          | Chastity "Chas" Dingle | 2,076 episodios                |
| 2002, 2003    | Crossroads              | Helen Raven            | 2 episodios                    |
| 2002          | Dalziel and Pascoe      | Judy Venables          | episodio "Mens Sana"           |
| 2000          | Brand Spanking New Show | -                      | 4 episodios                    |
| 1997          | The Locksmith           | Julie                  | episodio "Full Moon"           |
| 1996          | Soldier Soldier         | Nichola                | episodio "Hell and High Water" |

### Películas
| Año  | Título               | Papel    | Notas                                            |
| ---- | -------------------- | -------- | ------------------------------------------------ |
| 2005 | Dipper               | Mujer    | corto - junto a Andrew Lee Potts                 |
| 2002 | Anita and Me         | Brenda   | junto a Anna Brewster, Max Beesley y Kathy Burke |
| 2000 | Peaches              | Camarera | junto a Matthew Rhys y Kelly Reilly              |
| 1996 | The Bare Necessities | Dawn     | -                                                |

### Apariciones
| Año  | Programa                      | Notas                                                                               |
| ---- | ----------------------------- | ----------------------------------------------------------------------------------- |
| 2011 | Who Wants To Be A Millionaire | concursante - junto a Danny Miller                                                  |
| 2009 | All Star Family Fortunes      | concursante - junto a Tom Lister, Nick Miles, Kelsey-Beth Crossley y Nicola Wheeler |
| 2006 | Soapstar Superstar            | concursante                                                                         |

## Premios y nominaciones
| Año  | Categoría                                          | Premio                    | Serie          | Resultado |
| ---- | -------------------------------------------------- | ------------------------- | -------------- | --------- |
| 2019 | Best Actress                                       | British Soap Award        | Emmerdale Farm | Ganó      |
| 2019 | Best Female Dramatic Performance                   | British Soap Award        | Emmerdale Farm | Nominada  |
| 2019 | Best On-Screen Partnership (junto a Dominic Brunt) | British Soap Award        | Emmerdale Farm | Nominados |
| 2016 | Best Actress                                       | Inside Soap Award         | Emmerdale Farm | Nominada  |
| 2016 | Best Soap Actress                                  | TV Choice Award           | Emmerdale Farm | Nominada  |
| 2016 | Best Actress                                       | British Soap Award        | Emmerdale Farm | Nominada  |
| 2016 | Serial Drama Performance                           | National Television Award | Emmerdale Farm | Nominada  |
| 2013 | Best Dramatic Performance                          | British Soap Award        | Emmerdale Farm | Nominada  |
| 2013 | Best On-Screen Partnership (junto a Dominic Power) | British Soap Award        | Emmerdale Farm | Nominados |
| 2007 | Best Couple (junto a Tom Lister)                   | TV Now Magazine Award     | Emmerdale Farm | Ganaron   |